# بورترية شخصية مع منضدة الزينة (لوحة)
بورترية شخصية مع منضدة الزينة (بالروسية: За туалетом. Автопортрет) هي لوحة زيتية بريشة الرسامة الروسية زينيدا سيريبرياكوفا عام 1909. وهي جزء من مجموعات معرض تريتياكوف. تم إنتاج هذه اللوحة في نهاية عام 1909 ، عندما كانت الرسامة تعيش في قرية نسكوشن التابعة لحكومة كورسك في الإمبراطورية الروسية (حاليًا في خاركوف بأوكرانيا). وفقًا للفنانة، جاء الشتاء في وقت مبكر من ذلك العام، وكان كل شيء مغطى بالثلج حولها، ولكن في المنزل كان الدافئ والهدوء المريح، وكانت تستمتع بالرسم أمام المرآة بعد أن جمعت كل زينتها على طاولتها.
بناءً على إصرار الرسام يوجين لانسيراي (شقيق زينيدا)، تم إرسال اللوحة إلى سانت بطرسبرغ، حيث عُرضت في المعرض السابع لاتحاد الرسامين الروس، الذي استقر في سانت بطرسبرغ في أوائل عام 1910 ، بعد تأسيسه في موسكو. لقيت اللوحة استحسان الجمهور والنقاد. أعرب الرسام فالنتين سيروف، على وجه الخصوص، عن شعوره بأن أللوحة كانت عملاً جديدًا ولطيفًا للغاية. أما بالنسبة للرسام والناقد ألكسندر بينوا، فقد كتب أن سيريبرياكوفا قدمت للجمهور الروسي هدية رائعة بابتسامتها بحيث لا يسعنا إلا أن نشكرها. تم شراء اللوحة مباشرة من المعرض بواسطة معرض تريتياكوف.
ستتبع هذه اللوحة العديد من أعمال سيريبرياكوفا مثل لوحة الحمام (1913 ، المتحف الروسي)، ولوحة على الغداء (1917 ، معرض تريتياكوف).

## الوصف
من حيث التكوين، تمثل اللوحة صورة الفنانة المنعكسة في مرآتها. إطار المرآة مرئي على القماش والشمعدان على اليسار مرئي مرتين، أحدهما انعكاسه. الشابة تنظر إلى نفسها في المرآة وتصفف شعرها. وضعيتها مرتاحة مع «الحركة الرشيقة ليديها العاريتين، حركة التواء طفيفة مثل حركة لتمثال نصفي، متناسقة بشكل جيد». على الرغم من أن شكل المرآة المستخدم بسيط للغاية، إلا أن صورة الشمعة الحقيقية المكررة بانعكاسها تجلب الأصالة والإبداع للتكوين.
ألوان اللوحة مشرقة ومبهجة. توجد الألوان الأكثر كثافة في المقدمة، على منضدة الزينة. توجد زجاجات عطر زجاجية بألوان صفراء وخضراء، ولوحة زرقاء بها دبابيس قبعة، وعلبة ملونة مليئة باللآلئ وأشياء أخرى، وكلها تتخللها بريق لوني مثل الجواهر. تم العثور على النغمات المخففة في نفس تلاعب الألوان على أجزاء أخرى من القماش. في الخلفية جدار أبيض أمامه منضدة يوضع عليها حوض به إبريق ماء للغسيل.
تربط الألوان الدافئة للشكل الأنثوي الألوان الزاهية في المقدمة بالخلفية ذات اللون الأزرق المخضر والأبيض. وفقًا لمؤرخة الفن فالنتينا كنيازيفا، فإن العمل يسحر بإشباعه للضوء. يبدو أن صورة المرأة في المقدمة، والأثاث وخلفية اللوحة لا يفيضان بالضوء فحسب، بل ينبعث منهما أيضًا. يعمل إطار المرآة كإطار للتكوين نفسه ويعزز تأثير العمق المكاني للصورة. بحيث يبرز لونها الغامق لمعان لوحة الفنان.
تم إنشاء اللوحة القماشية على عدة جلسات. ترسم سيريبرياكوفا في عدة طبقات، ونماذج الأشكال بعناية، وتدرس بعناية كل التفاصيل. تستخدم المنطقة المسطحة لوجهها وذراعيها وكتفيها. يؤكد أسلوبها في الرسم على عمق اللون ويخلق انتقالات دقيقة بين النغمات المختارة.

## التاريخ
في سبتمبر 1905 ، تزوجت زينيدا من ابن عمها الأول بوريس سيريبرياكوف الذي كان لا يزال يدرس وأصبح مهندس سكك حديدية. في نوفمبر من نفس العام، ذهبت إلى باريس، حيث درست في أكاديمية غراندي شوميير. بعد عودتها إلى روسيا في ربيع عام 1906 ، عاشت لبضع سنوات في ملكية عائلة نسكوتشني، في قرية تحمل نفس الاسم، والتي تقع في كورسك في الإمبراطورية الروسية (اليوم في إقليم حكومة أوكرانيا في خاركوف). في 26 مايو 1906 ، ولدت طفلها الأول، أوجين (جينيا)، وفي العام التالي، في سبتمبر 1907 ، ولدت ابنها الثاني ألكسندر. في 1906-1908 عملت بشكل أساسي على المناظر الطبيعية وصور الفلاحين وجوانب أخرى من حياة القرية. من بين أعمال هذه الفترة العديد من اللوحات واللوحات الذاتية. يعود تاريخ معظمها إلى النصف الثاني من الأعوام 1900-1910 وهي لوحات زيتية.

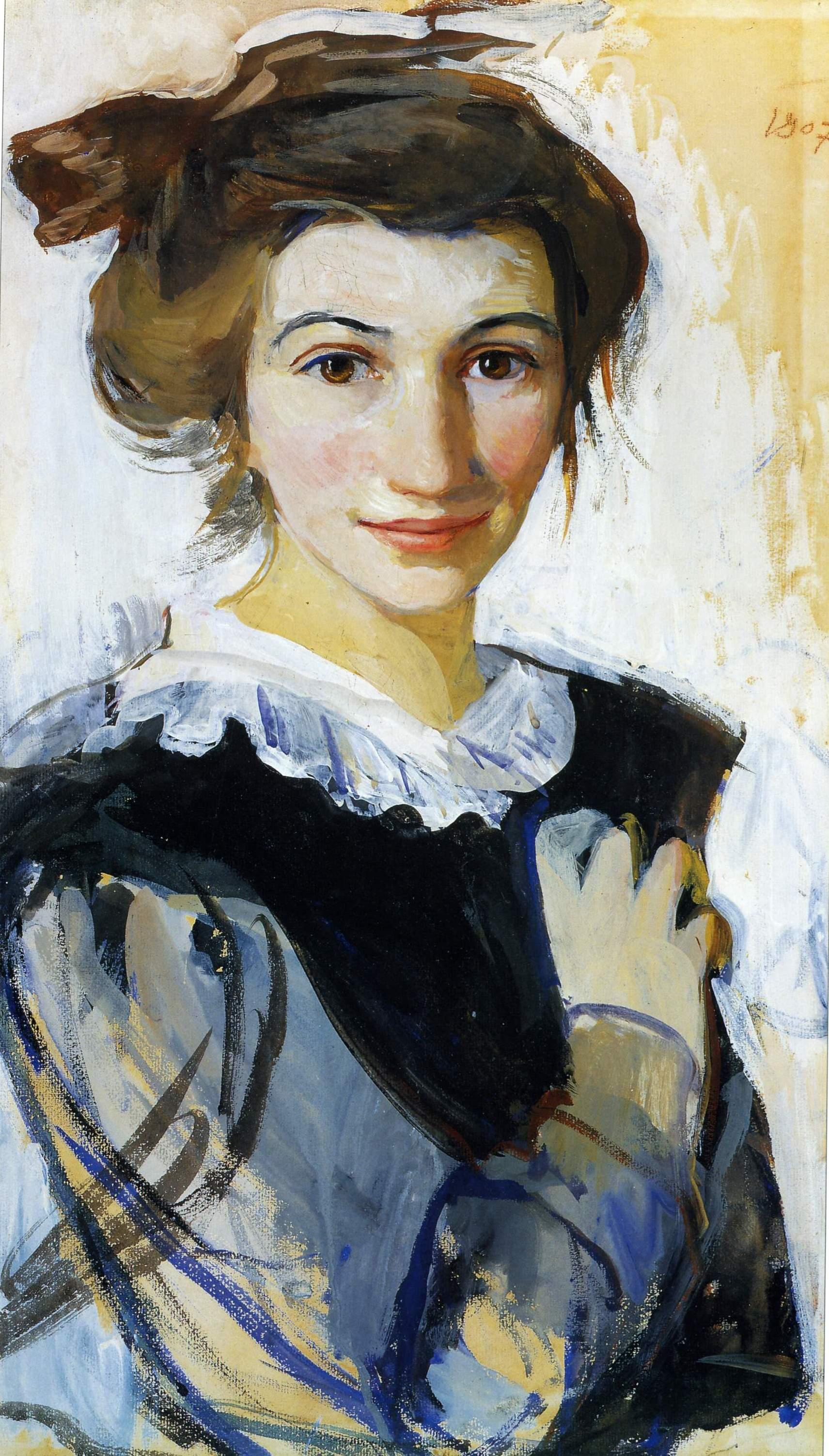
صورة ذاتية في ثوب أسود مع ياقة بيضاء (ورق، ألوان مائية، رصاص أبيض)، 1907 ، متحف كييف للفن الروسي.

في خطاب إلى الناقد الفني أليكسي سافينوف في 20 يونيو 1966 ، تروي زينيدا سيريبرياكوفا كيف قضت صيف عام 1909 في نيسكوشن، لكنها قررت في الخريف البقاء في المنطقة، ولكن ليس في عائلة الممتلكات ولكن في خوتور بالقرب من القرية، مزرعة صغيرة مملوكة لزوجها الذي كان في ذلك الوقت في رحلة عمل. وبحسب سيريبرياكوفا، فإن «المزرعة صغيرة، تسخينها أسهل في الشتاء، من المزرعة الكبيرة في نيسكوشن». تتذكر ما يلي: «جاء شتاء ذلك العام مبكرًا جدًا. كل شيء كان مغطى بالثلج، الحديقة، الحقول. في كل مكان كانت هناك انجرافات ثلجية ولا يمكنك الخروج. لكن هذه المزرعة الصغيرة دافئة ومريحة، وبدأت أرسم نفسي في المرآة واستمتعت بإعادة إنتاج كل ما عندي من مواهب على منضدة الزينة».
في رسالة أخرى، كتبت في نفس الوقت تقريبًا وموجهة إلى الناقد الفني فلاديمير لابشين، تصف زينيدا سيريبرياكوفا الظروف التي رسمت فيها صورتها الذاتية في المرآة: «هذا العام قررت البقاء لفترة أطول في منزلنا. وليس الذهاب إلى سان بطرسبرج كالعادة في سبتمبر. كان زوجي، بوريس أناتوليفيتش، يستكشف شمال سيبيريا ووعد بالحضور والانضمام إلينا في مكان الإقامة وأننا سنذهب معًا (مع الطفلين جينيا وشورا) إلى سان بطرسبرج. جاء الشتاء مبكرا وسرعان ما أصبح ثلجيًا؛ كانت حديقتنا بأكملها والحقول والمسارات مغطاة بالثلوج. لم يكن من الممكن العثور على نماذج من الفلاحين ليقفوا في هذا الطقس من اجل رسمهم. موضوع الصورة الذاتية هو الأكثر شيوعًا بين الرسامين... فكرت في هذه الصورة الذاتية على منضدة الزينة وأدركتها بسرعة، منذ بداياتي، هذا صحيح، دائمًا ما أرسم بسرعة كبيرة.»
في بداية ديسمبر 1909 ، عندما لم يكن العمل على الصورة الذاتية قد انتهى بعد، تلقت سيريبرياكوفا رسالة من شقيقها يوجين لانسيراي، عرض فيها تقديم بعض أعمالها الجديدة في المعارض في سانت بيترسبورج. قررت زينيدا أن ترسل صورتها الذاتية مع منضدة الزينة مع أعمال أخرى. في يناير 1910 ، أرسلت لوحتين سابقتين بورتريه ذاتي (1905) وصورة مربية (1908) والتي تم تقديمها في معرض الصور النسائية الحديث الذي نظمه طاقم تحرير مجلة أبولون.
في منتصف شهر فبراير عام 1910 ، انتقل المعرض السابع لاتحاد الرسامين الروس من موسكو إلى سانت بطرسبرغ، وتم تقديم لوحة بورتريه ذاتي مع طاولة التزيين للجمهور لأول مرة. يصف يوجين لانسيراي هذه الصورة الذاتية على النحو التالي في رسالته إلى قسطنطين سوموف بتاريخ 18 فبراير 1910 : صورة نصف ذاتية، بالزيت، شبه طبيعي: أ سيدة في عباءة، في ثوب مبطن، ترتدي ملابس ضئيلة. تمشط شعرها، ترى نفسها في المرآة، بحيث يتكرر ذلك الجزء من أدوات النظافة في المقدمة مرة ثانية في المرآة. كل شيء بسيط للغاية، كل شيء كما في اللوحة، نسخة طبيعية، لكن في نفس الوقت تجد أن لها أسلوبًا. الجميع يحبه كثيرا. تسعى لتسميتها "
تم تقديم اللوحة بورترية شخصية مع منضدة الزينة جنبًا إلى جنب مع ثلاثة عشر عملاً آخر لـ سيريبرياكوفا واستقبلت جيدًا من قبل الجمهور والنقاد. كتب الرسام فالنتين سيروف في رسالة إلى إيليا أوستروخوف بتاريخ 31 مارس 1910: «رأيت صورة سيريبرياكوفا الذاتية في المرآة ... إنها شيء جميل وحديث جدًا». تم شراء الصورة الذاتية مباشرة من المعرض من قبل معرض الدولة تريتياكوف مع عملين آخرين للفنان «الخريف الأخضر» و«المرأة الشابة».
تم عرض «بورترية شخصية مع منضدة الزينة» مرة أخرى في سلسلة من المعارض، بما في ذلك المعرض المعنون «امرأة في الرسم الروسي»، الذي تم تنظيمه في عام 1925 في معرض تريتياكوف، ومرة أخرى في المعارض الشخصية للفنانة في 1965-1966 ، عقدت في موسكو وكييف ولينينغراد. في عام 1987 ، أقيم معرض شخصي في موسكو. في أبريل 2017 ، كانت جزءًا من معرض استعادي لأعمال الفنانة في مجموعة المهندسين في معرض تريتياكوف.
توجد دراسة للوحة، مؤرخة في عام 1909 ، في مجموعة ورثة سيريبرياكوفا. في قائمة الأعمال التي تم الاستشهاد بها في دراسة الناقد الفني فالنتينا كنيازيفا 1979 ، ورد أن الرسومات التخطيطية للوحة المرسومة بالألوان المائية والقلم الرصاص على الورق موجودة في مجموعة ابنها يوجين سيربرياكوف وتلك الخاصة بالرسام. عائلة سيدوروفا في موسكو. بالإضافة إلى ذلك، تم عمل نسخة مختلفة من بورترية شخصية مع منضدة الزينة بالزيت على القماش.

## التقدير

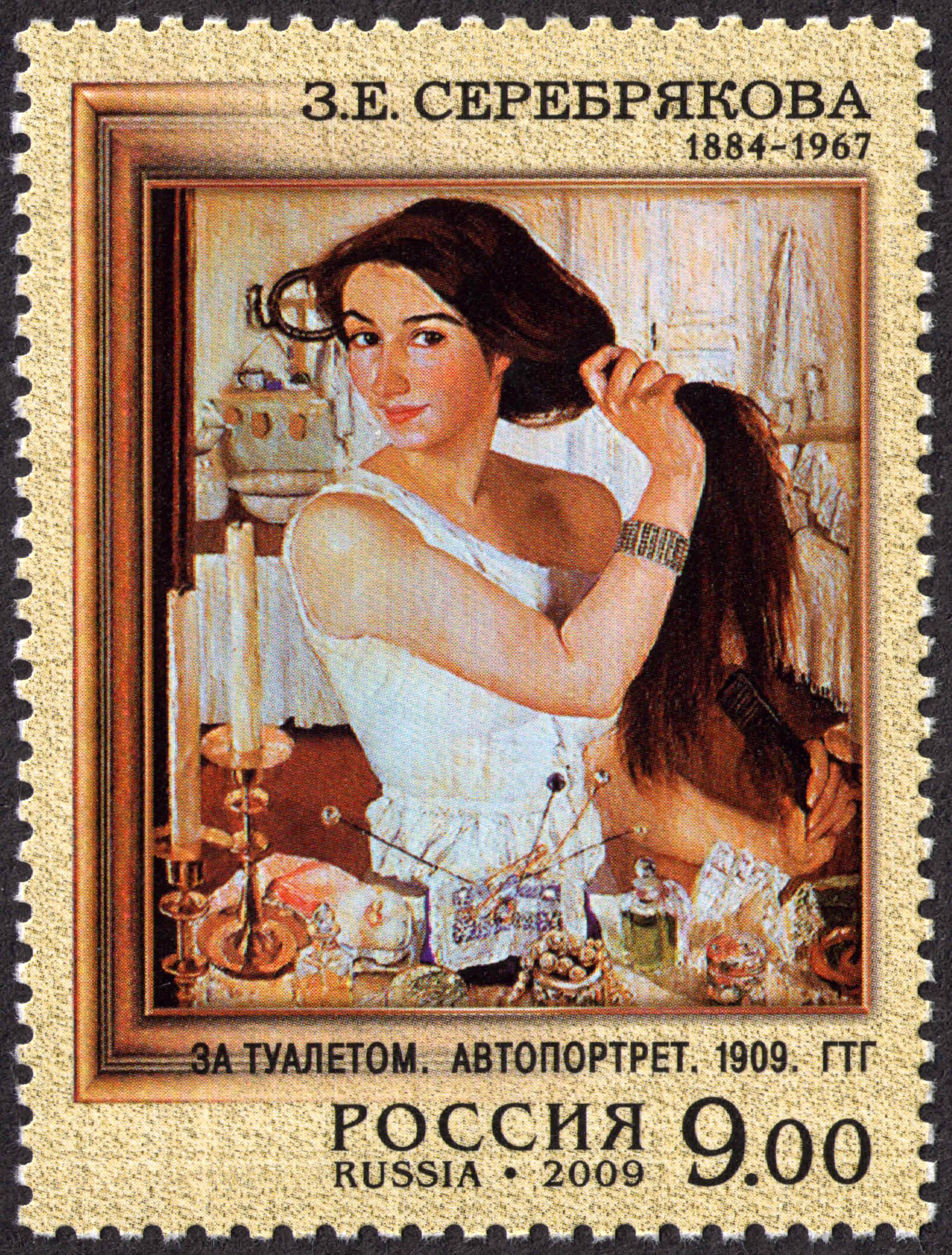
لوحة بورترية شخصية مع منضدة الزينة على طابع بريدي في روسيا عام 2009.

كرس الرسام والناقد ألكسندر بينوا جزءًا مهمًا من مقالته في المعرض السابع لاتحاد الرسامين الروس لأعمال سيريبرياكوفا. يؤكد، على وجه الخصوص، على الأصالة والمزايا الأخرى لصورته الذاتية. وصف بينوا هذه اللوحة بأنها «هدية رائعة، ابتسامة من شفتيها لا يسعنا إلا أن نشكرها»؛ يصف الصورة الذاتية بأنها أسعد شيء على الإطلاق، مشيرًا إلى أنها مليئة بالعفوية والبساطة: مزاج فني حقيقي، شيء رنان، شاب، مرح، مشمس ومشرق، شيء فني تمامًا. بعد عدة سنوات، في عام 1932 ، يتذكر ألكسندر بينوا كيف أن سيريبرياكوفا «فاجأت الجميع بصورتها الذاتية الرائعة، والتي أصبحت زخرفة في معرض تريتياكوف»، وكتب أنه في كل السنوات التي تلت ذلك، ظل فنها دائمًا «كما هو طازجة وجذابة وبارعة».
لاحظ الناقد الفني أليكسي سافينوف عدم وجود أي أثر في هذه الصورة الذاتية لسيريبرياكوفا للتكليف والسطحية، وهي سمة للأعمال الفنية في بداية القرن العشرين. يميز هذه اللوحة القماشية بأنها شيء بسيط ولكنها دائماً ما تمتلك سمات فنية أصيلة بالإضافة إلى الواقعية الصحية والقوية.
في مقال مخصص لصورة سيريبرياكوفا الذاتية، خص الناقد الفني دميتري سارابيانوف الأنوثة باعتبارها أكثر صفة جاذبية لعمل هذه الفنانه، وكذلك لمظهرها ومسار حياتها: مظهرها يكشف النقاء الخفي لروحه، ولمعان عينيه يكشف طيبتها. تتميز مشاعرها بطبيعتها؛ أما الأفكار المجسدة في لوحاتها فهي تعكس وضوح رؤيتها لمصير الإنسان. يلاحظ سارابيانوف، بساطة تصميمات الصورة الذاتية لسيريبرياكوفا، مؤكداً أنها تعبر عن مشاعر طبيعية، وتُظهر إيماءات عادية (تمشيط شعرهم، والنظر إلى أنفسهم في المرآة، وما إلى ذلك)، ويتم تحقيقها في سياق بيئة بسيطة للغاية.
تعتبر الناقدة الفنية فالنتينا كنيازيفا أن لوحة "بورترية شخصية مع منضدة الزينة" أصبحت برنامجًا حقيقيًا لـ سيريبرياكوفا. تكتب "ابتكرت صورة إنسانية متناغمة تمامًا لها، وعندما بدأت الرسم، استخدمت وطوّرت تقاليد فنية من الماضي. لوحاته هي نتاج إبداع مبكر وفي نفس الوقت نقطة انطلاق لبحث إبداعي طويل.

## الرسامة

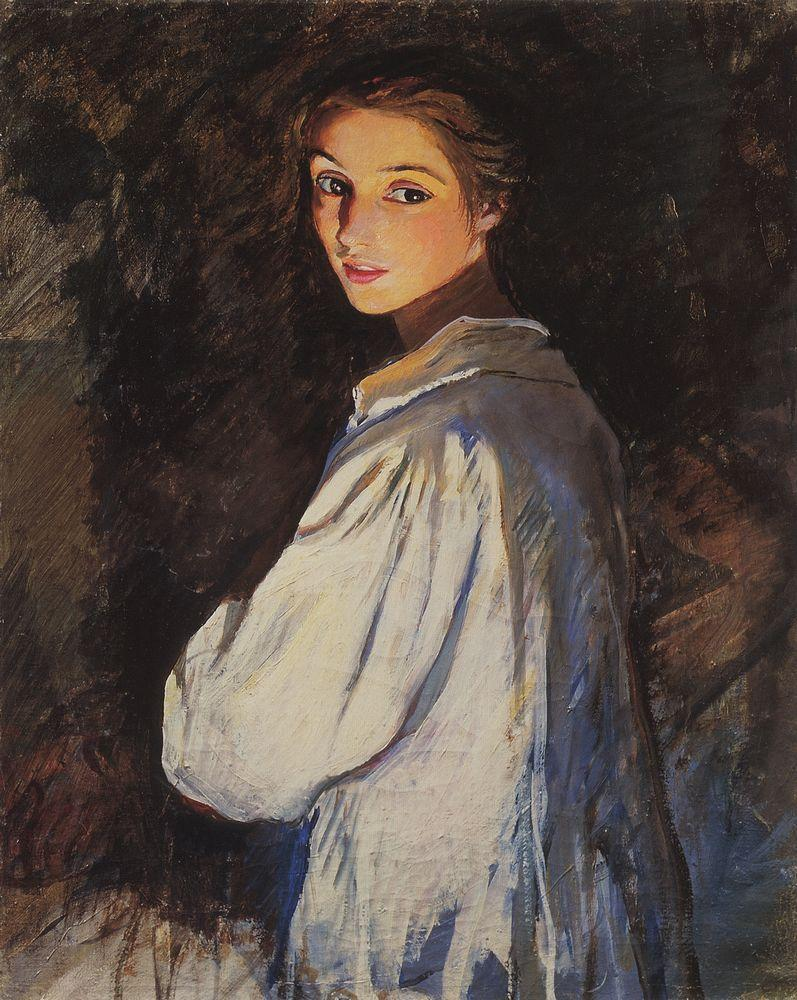
زينيدا سيريبرياكوفا

زينيدا سيريبرياكوفا (12 ديسمبر 1884 - 19 سبتمبر 1967) ولدت بالقرب من خاركوف (خاركيف حاليًا، أوكرانيا) في واحدة من أرقى العائلات وأكثرها فنية في الإمبراطورية الروسية. كان جدها نيكولاس بينوا مهندسًا معماريًا مشهورًا ومديرًا لجمعية المهندسين المعماريين وعضوًا في أكاديمية العلوم الروسية. كان عمه ألكسندر بينوا رسامًا مشهورًا ومؤسس مجموعة مير إيسكوسستفا الفنية. كان والده، يفغيني نيكولايفيتش لانسيراي، نحاتًا معروفًا وكانت والدتها شقيقة ألكسندر بينوا رسامة بدوره. والرسام يوجين لانسيراي، أحد إخوة زينيدا. كان الممثل والكاتب الأنجلو-روسي بيتر أوستينوف أيضًا في العائلة.

## فهرس
- Alexandre Benois (1997). Художественные письма. 1930—1936 (بالروسية). Moscou: [Галарт]. p. 408. ISBN:5-269-00919-6. {{استشهاد بكتاب}}: تجاهل المحلل الوسيط |responsable= لأنه غير معروف (help)
- Elena Evstratova (Евстратова Е. Н. (2013). 500 trésors de la peinture russe (500 сокровищ русской живописи) (بالروسية). Moscou: ОЛМА Медиа Групп. p. 536. ISBN:978-5-373-04169-0. Archived from the original on 2023-04-10. 536
- Elena Efremova (Ефремова Е. В. (2006). Z Serebriakova (Зинаида Серебрякова) (بالروسية). Moscou: Арт-Родник. ISBN:978-5-9561-0176-6. 96 {{استشهاد بكتاب}}: تجاهل المحلل الوسيط |isbn10= لأنه غير معروف (help) and تجاهل المحلل الوسيط |série= لأنه غير معروف، ويقترح استخدام |series= (help)
- Valentina Kniazeva (Князева В. П.) (1979). Z. nSerebriakova (Зинаида Евгеньевна Серебрякова) (بالروسية). Moscou: Изобразительное искусство. 256
- E. Petinova (Петинова Е. Ф. (2001). Peinture russe du XVIII au début du XX (Русские художники XVIII — начала XX века) (بالروسية). Saint-Pétersbourg: Аврора. ISBN:978-5-7300-0714-7. 345
- Alla Roussakova (Русакова А. А.) (2008). Z. Serebriakova (Зинаида Серебрякова) (بالروسية). Moscou: Молодая гвардия. ISBN:978-5-235-03108-1. 227 {{استشهاد بكتاب}}: تجاهل المحلل الوسيط |série= لأنه غير معروف، ويقترح استخدام |series= (help) and يحتوي الاستشهاد على وسيط غير معروف وفارغ: |line web= (help)
- Alexeï Savinov (Савинов А. Н.) (1973). Z Serebriakova (Зинаида Евгеньевна Серебрякова) (بالروسية). Moscou: Художник РСФСР. 54
- Dmitri Sarabianov (Сарабьянов Д. В.) (1986). Зинаида Серебрякова. Сборник материалов и каталог экспозиции к 100-летию со дня рождения художника (بالروسية). Moscou: Советский художник. 254 {{استشهاد بكتاب}}: تجاهل المحلل الوسيط |partie= لأنه غير معروف (help)
- V Brouk et L Iovlena (2005). Catalogue d'exposition de la Galerie Tretiakov (Государственная Третьяковская галерея — каталог собрания) (بالروسية). Moscou: Сканрус. p. 526. ISBN:978-5-93221-089-5. 560 {{استشهاد بكتاب}}: تجاهل المحلل الوسيط |isbn10= لأنه غير معروف (help) and تجاهل المحلل الوسيط |tome= لأنه غير معروف (help)
- Z. Serebriakova (Зинаида Серебрякова: живопись, графика) (بالروسية). Moscou: [Дом Нащокина]. 2003. ISBN:5-00-002077-4. [136]